# 毛剑卿
毛剑卿（1986年8月8日—），出生于上海，已退役中国足球运动员，司职前鋒或攻击性中场，曾入选国奥队和国家队。2020年3月4日，中国足球乙级联赛上海嘉定城发俱乐部以120万年薪聘请毛剑卿为队员兼教练。

## 生平
2000年8月，毛剑卿进入了上海有线02二队，同年10月，入选了当时的中国少年队。
2002年，有线02一二线队一起并入上海申花，毛剑卿因此成为上海申花青年队的一员。同年毛剑卿被荷兰飛燕諾相中，并在2003年赴荷进行了为期一个多星期的试训，但未能最终加盟。
2004年，中超联赛第四轮申花主场对阵沈阳队的比赛，毛剑卿从上海申花青年队被上调到上海申花一队，就此毛剑卿可以说是连跳“三级”。在那个赛季中，直接从青年队征调球员，是申花历史上的第一次。
2008年底，毛剑卿同前上海男篮队员徐咏外出用餐，同邻桌客人发生冲突，醉酒后的毛剑卿将邻桌打伤，被对方告上法庭，毛剑卿也因此被处以拘留7天罚款500元。
2009年7月14日，深圳队宣布与上海申花签署正式协议，毛剑卿和巴尔克斯、陈雷一起以捆绑租借方式加盟深足至2009年中超联赛结束。毛剑卿下半赛季出场11次打进2球，帮助深圳队成功保级。
2010年2月，毛剑卿加盟陕西浐灞，转会费为380万，其中30万更是陕西中新为了让他能够在该赛季对阵上海申花的比赛中上场而额外支付的。
2011年毛剑卿在陕西队登场的机会不是很多，更多时候是以替补的身份上场，在同年7月的球员二次转会中毛剑卿被租借到杭州绿城効力。
2011年12月，毛剑卿转会加盟北京国安。但是在北京国安队内，毛剑卿获得的机会屈指可数。
2013年7月，毛剑卿租借到上海申鑫半个赛季。2013年10月3日下午，在与上海东亚比赛前两天的队内训练中，小将张煜东由于铲倒了外援查尔斯惨遭队长姜至鹏飞腿。为了不影响球队战斗力，教练组并没有对姜至鹏、查尔斯进行处理。张煜东是上海本土球员，他和毛剑卿、徐文等老上海球员在酒后深夜前往姜至鹏宿舍，两边人马在基地内大打出手。申鑫其他球员和教练员听到动静后赶紧来到姜至鹏宿舍劝架。申鑫老板徐国良也亲自来到基地处理这桩队内群殴事件，他当即决定毛剑卿等参加打架球员停止训练。随后，申鑫俱乐部决定和毛剑卿提前终止工作合同，开除出队。
2013年12月，媒体传出毛剑卿即将加盟青岛中能的消息。2014年1月1日，毛剑卿入选了青岛中能赴广东三水冬训的名单，媒体称双方即将签约。但是，1月4日下午，毛剑卿前往北京八喜俱乐部，与董事长郭维维进行了最后谈判，毛剑卿决定加盟北京八喜。北京八喜当天也发出官方声明，表示已签入毛剑卿。1月17日，事情再次发生转折，毛剑卿与青岛中能签了合同，改而加盟青岛中能。据报道，北京八喜开出的年薪要高于青岛中能，当时还没有与青岛中能谈妥的毛剑卿于是决定选择北京八喜；但是北京八喜没有按照通常的转会程序先与北京国安商谈，北京国安拒绝为毛剑卿办理转会所需手续；而北京国安开出的转会费，北京八喜承担不起。
2015年1月26日，毛剑卿加盟中超升班马石家庄永昌。
2016年12月1日，毛剑卿回归上海申花。

## 国字号球队
2003年，毛剑卿已经是中国国家青年队的绝对主力代表参加了亚青赛、U17世界青年锦标赛和2004年土伦杯比赛。他由于伤势错过了2006年多哈亚运会，他的优势是拥有良好的爆发力和速度，边路的助攻能力较强，但体能较为欠缺。他入选了朱广沪执教的中国国家足球队出征2007年亚洲杯，在首场对阵马来西亚的比赛中有着连过四名马来球员的出彩表现；第二场对伊朗队攻入一球，帮助中国队取得2-2平局。
2009年12月30日，在国家队和约旦比赛中下半场被替换上场，是毛剑卿在时隔两年后重回国家队的首场比赛。